# 日本遺族会
一般財団法人日本遺族会（にっぽんいぞくかい）は、戦没者の顕彰と慰霊に関する事業、戦没者遺族の相互扶助、生活相談に関する事業などを実施している法人。元厚生労働省所管。
旧称日本遺族厚生連盟。

## 沿革
1947年に、「日本遺族厚生連盟」として設立された。1953年3月11日に財団法人として認可され、「財団法人日本遺族会」となった。
1961年9月から1962年1月まで、安井誠一郎が第3代会長を務めた。1962年の安井の死後、賀屋興宣が第4代会長に就任し、1977年4月に亡くなるまで会長を務めた。1977年10月から、村上勇が第5代会長を務めた。2002年2月から2012年2月まで、古賀誠が会長を務めた。東日本大震災の九段会館で仕立て天井崩落による死亡事故を受けて、2012年2月に古賀が辞職したのちは会長は空席となり、森田次夫副会長が会長代行となった。同年9月1日から2015年6月まで尾辻秀久が会長を務めた。2015年6月8日、水落敏栄が新会長に就任した。現専務理事は畔上和男、事務局長は盛川英治。

## 目的
当初の会則では「遺族の救済と相互扶助、以って戦争を防止し、世界の恒久平和を確立し、全人類の福祉の為に貢献」を目的とした。初代理事長（1948年から「会長」に改称）は貴族院議員・長島銀蔵。大谷藤之助（海軍中佐、元大本営参謀 靖国神社事務総長）の推薦を受けて就任。当時の本部は神奈川県厚生連盟内で、靖国内に連絡所が置かれた。
1953年の財団法人への改組と共に、その目的は「英霊の顕彰、戦没者遺族の福祉の増進、慰藉救済の道を開くとともに、道義の昂揚、品性の涵養に努め、平和日本の建設に貢献することを目的とする」と変更された。

## 活動など

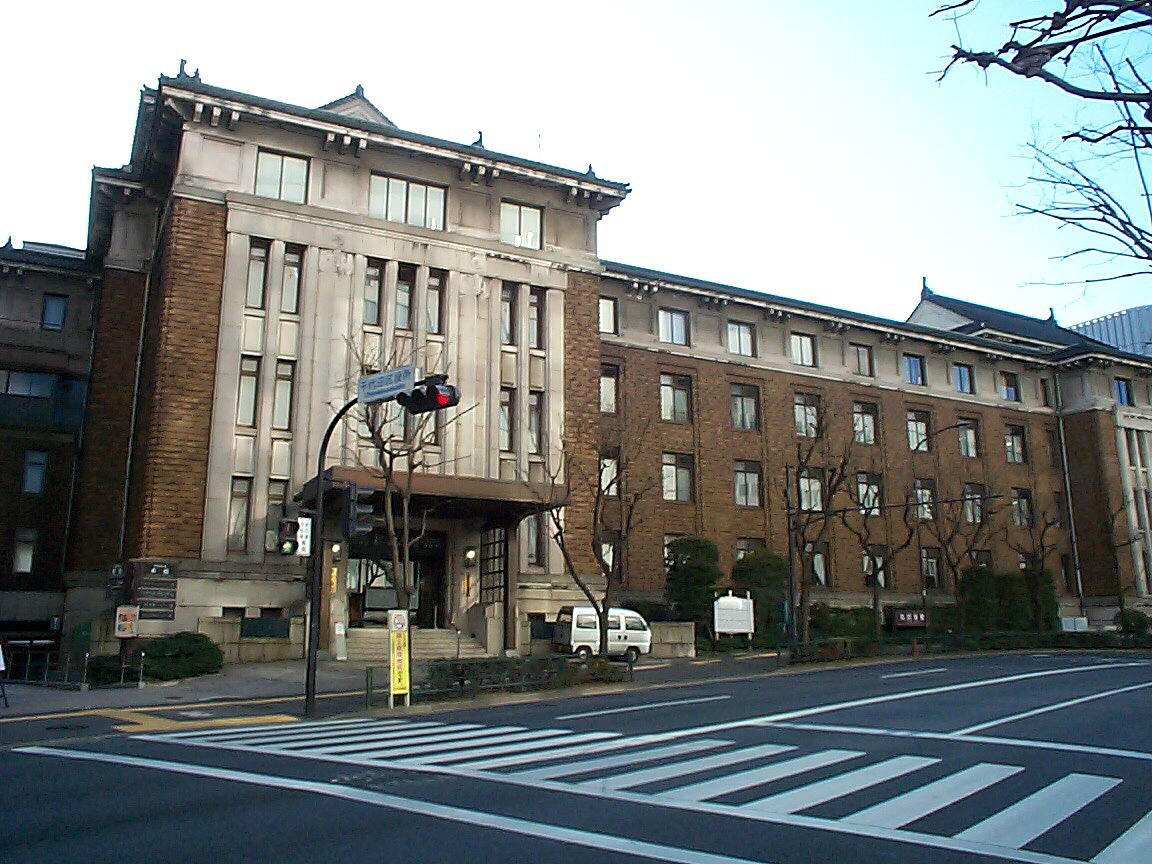
在りし日の九段会館・外観

国内で最も多くの遺族が支援する団体として日本政府からの支援を受けている。なお思想上、もしくは信仰上の相違を持つ遺族の一部は別団体「平和遺族会」を結成している。
1953年以来、政府は日本遺族会に対する国有財産無償貸付法によって九段会館（旧称「軍人会館」。遺族会本部でもある）をレストランや結婚式場ごと無償で遺族会に貸し出してきた（九段会館は東日本大震災の影響で2011年4月に廃業。事務局は現在も同会館建物内が所在地）。
1965年、日本仏教文化協会と「太平洋戦没者慰霊団派遣委員会」を設立。サイパン島、トラック島、ペリリュー島、アンガウル島、グアム島へ民間慰霊団を派遣。
1979年、「国家のために父を捧げた遺児」のための記念施設の建設を政府に働きかけ始めた。厚生省は遺族会の要望を支持し、1985年7月に厚生大臣の私的諮問機関として「戦没者遺児記念館に関する懇談会」を発足させた。1992年8月には基本計画を策定し、翌1993年度の政府予算に計上する過程で、「戦没者追悼平和記念館」と改称し、国会の委員会審議において公表された。その後昭和館として建設され、運営を受託している。
2024年、遺族の高齢化で戦後80年の2025年を最後として戦地の慰霊訪問し戦没者を弔う｢慰霊友好親善事業｣を終了することを明らかにしたと報道された。
遺族会は靖国神社など特定の宗教団体と密接な関係があるとされ、“靖国神社に代わる戦没者追悼国立施設の設置”には反対の立場を取っていたが、昭和天皇が靖国神社参拝を中止した理由がA級戦犯の合祀とされる富田メモが2007年に見つかったため、分祀の検討を当時会長であった古賀誠が講演で述べた。
現在の遺族会は靖国神社問題を解決する手段として戦没者追悼国立施設の設立を積極的に要求しており、2007年自由民主党総裁選挙でも、戦没者追悼国立施設の設置を発案者である福田康夫支持を表明した。

### 政治活動
日本遺族会は自由民主党を支持する有力な利益団体として振る舞い、自らの利益代表を国会に送り込んできた。恩給（公務扶助料）受給者の数は1955年に150万人に達したが以後減少が続き、1980年には60万人に落ち込んでいた。しかし日本遺族会は、恩給受給者の大半である戦死者の妻の他、恩給受給者ではない戦死者の兄弟姉妹のための祭祀料獲得、遺児を念頭においた遺骨収集・戦跡巡拝活動などを通じ、一定の世代交代に成功したと見られ、全国区制の最後の選挙であった1980年第12回参議院議員通常選挙では組織内候補の板垣正が93万票を得て当選した。2022年時点で遺族は高齢化し、会員数も減少傾向が続き、集票力は弱まっている。
1962年に英霊精神に関する報告書を発表し靖国神社国家護持を主張した。
傘下に政治団体日本遺族政治連盟を持つ。自民党を支持しつつ、また自民党中枢の人物からも支援されており、1993年から1995年にかけて会長を歴任した橋本龍太郎は、遺族会が記念施設の建設を要望した1979年当時の厚生大臣でもあった。1955年以来、組織内候補を参議院議員通常選挙に立て、かつ当選させて来たが、会員の高齢化を理由として、2013年夏の第23回参議院議員通常選挙は組織内候補を擁立せず、比例代表で自民党の公認候補を支援するとした。当時会長の尾辻秀久は比例区候補の党内の年齢規定に抵触するということで比例区から地方区（鹿児島県選挙区）に転出した。2016年夏の第24回参議院議員通常選挙では改選組織内議員の水落敏栄が年齢規定に抵触していたものの、自民党は遺族会員の高齢化を考慮し特例で比例出馬を認め再選した。水落は高齢を理由に2022年の第26回参議院議員通常選挙には出馬しない意向だったが、遺族会が擁立を進めていた別の候補者が出馬を辞退したため、引退を撤回した。投開票の結果、水落は前回選から得票を3万票余りも減らし落選した。

## 歴代会長
日本遺族会
高橋龍太郎から中井澄子までは『日本官僚制総合事典 : 1868-2000』による。
- 橋本龍伍：1953年3月11日 - 1954年
- 高橋龍太郎：1954年2月28日 - 1961年8月9日
- 安井誠一郎：1961年9月24日 - 1962年1月19日（死去）
- 賀屋興宣：1962年8月29日 - 1977年4月28日（死去）
- 村上勇：1977年10月13日 - 1985年11月5日
- 長谷川峻：1985年11月5日 - 1992年10月9日（死去）
- 橋本龍太郎：1993年5月27日 - 1995年10月31日
- （代理）中井澄子：1995年11月21日 - 1996年2月28日
- 中井澄子：1996年2月28日 - 2002年2月
- 古賀誠：2002年2月 - 2012年2月
- （代理）森田次夫：2012年2月 - 2012年8月31日
- 尾辻秀久：2012年9月1日 - 2015年6月
- 水落敏栄：2015年6月8日 - （現職）